# アドリアナ・ドナフスカ
アドリアナ・ドナフスカ （ブルガリア語:Адриана Дунавска、英語：Adriana Dunavska、1972年4月4日-）は、ブルガリアの元新体操選手。ブルガリア・ナショナルチーム団体選手のカメリア・ドナフスカは姉妹。

## 人物
1980年代後半に新体操王国・ブルガリアで活躍した選手で、同時期に活躍した優雅で繊細な演技のビアンカ・パノバと対照的に、たたみかけるようなスピーディーな動きと正確な種具操作によるキレのある独創的な演技を見せた。
　運命の1988年ソウルオリンピックでは、新体操王国・ブルガリアとソ連の対決となった。予選で金メダル最有力と言われた女王・ビアンカ・パノバのまさかのクラブのミスにより、実質上ソ連のエース・マリーナ・ロバチとドナフスカの一騎討ちとなった。
ドクターストップがかかるほどの怪我を負っていたにもかかわらず、ほぼノーミスの演技を見せ決勝の4演技全てで10.00満点を出したが、予選の持ち点の影響で0.05の僅差で個人総合2位となった。この銀メダルが、新体操王国・ブルガリアがオリンピックの新体操競技で獲得した唯一のメダルである。（団体としては2004年のアテネ五輪で銅メダル獲得。）
　現在は、ブルガリア・ナショナルコーチとして活躍。2006年9月には、日本体育協会の招聘により「新体操女子ジュニア選手及び指導者講習会」が行われ、講師として来日した。

## 略歴
- 1986年、欧州選手権大会（フィレンツェ、イタリア）（個人総合4位、種目別:ボール1位）。
- 1987年、世界選手権大会（ヴァルナ、ブルガリア）（個人総合2位、種目別：ロープ1位、フープ4位）。
- 1988年、欧州選手権大会（ヘルシンキ、フィンランド）（個人総合1位、種目別:フープ・リボン・クラブ1位）。
- 1988年、ソウルオリンピック出場（個人総合2位）。
- 1989年、世界選手権大会（サラエヴォ、ユーゴスラビア）（個人総合3位、種目別:ボール・リボン2位）。